# کوهاردت
کوهاردت (به آلمانی: Kuhardt) یک شهر در آلمان است که در گرمرسهایم واقع شده‌است. کوهاردت ۱٬۹۵۴ نفر جمعیت دارد.